# Шарбонно, Поль-Эмиль
Поль-Эмиль Шарбонно (фр. Paul-Émile Charbonneau, англ. Paul-Émile Charbonneau; 4 мая 1922, Сен-Терез-де-Бленвиль, провинция Квебек, Канада — 21 мая 2014, Монреаль, провинция Квебек, Канада) —  прелат Римско-католической церкви, вспомогательный епископ Оттавы, 6-й титулярный епископ Тапса и 1-й епископ Холла.

## Биография
Поль-Эмиль Шарбонно родился 4 мая 1922 года в Сен-Терез-де-Бленвиль, в провинции Квебек. Он был сыном Бенуа Шарбонно и Элис, урождённой Дельвинь. Обучался в Малой семинарии в Сент-Терез-де-Бленвиль и Большой семинарии в Монреале.
31 мая 1947 года в Монреале был рукоположен в сан священника архиепископом Жозефом Шарбонно. После рукоположения преподавал в Малой семинарии в Сент-Терез-де-Бленвиль. Продолжил образование в Папском университете святого Фомы Аквинского в Риме. В 1953 году был назначен духовником, а в 1955 году — настоятелем собора святого Иеронима. С 1956 по 1959 год был генеральным викарием епархии Сен-Жерома.
15 ноября 1960 года римский папа Иоанн XXIII назначил его вспомогательным епископом Оттавы и номинировал в титулярные епископы Тапса. Епископскую хиротонию 18 января 1961 год в базилике Богоматери в Оттаве возглавил архиепископ Мари-Жозеф Лемьё, которому сослужили епископ Уильям Джозеф Смит и епископ Эмильен Френетт.
21 мая 1963 года был переведён на кафедру Холла, став первым епископом этой епархии. Участвовал во всех сессиях Второго Ватиканского собора, который проходил в Риме с 11 октября 1962 по 8 декабря 1965 года. Позднее Поль-Эмиль Шарбоне говорил, что эти четыре года были самыми лучшими в его жизни. В Канадской епископской конференции с 1965 по 1970 год он возглавлял Комиссию по католическому действию и апостольству мирян, с 1969 по 1970 год — Департамент внутренних отношений и Управление по делам мирян. С 1966 по 1970 год был членом Административного совета Канадской епископской конференции, а с 1967 по 1970 год — Комиссии по теологии (ныне Комиссия по вопросам доктрины).
12 апреля 1973 года по состоянию здоровья ушёл на покой и стал епископ-эмеритом Холла. В том же году поселился в доме Конгрегации сестёр Святого Креста в Пьерфоне. Здесь он разработал программу по подготовке священников и с 1977 по 1997 год проводил ретриты для священников-франкофонов из всех католических епархий Канады. До 2006 года служил капелланом в доме Конгрегации сестёр Святого Креста в Пьерфоне. Затем переехал в дом Конгрегации священников и братьев Святого Креста в Монреале, где, несмотря на преклонный возраст, продолжил апостольскую деятельность, проводя конференции и публикуя статьи.
Поль-Эмиль Шарбонне умер в Монреале 21 мая 2014 года. Поминальную мессу по умершему епископу в крипте Оратория святого Иосифа 31 мая того же года возглавил Поль-Андре Дюрошер, архиепископ Гатино. Эпитафию произнёс архиепископ-эмерит Роже Эбашер. Поль-Эмиль Шарбонно был похоронен в Монреале на кладбище Нотр-Дам-де-Неж.